# Unterschönegg

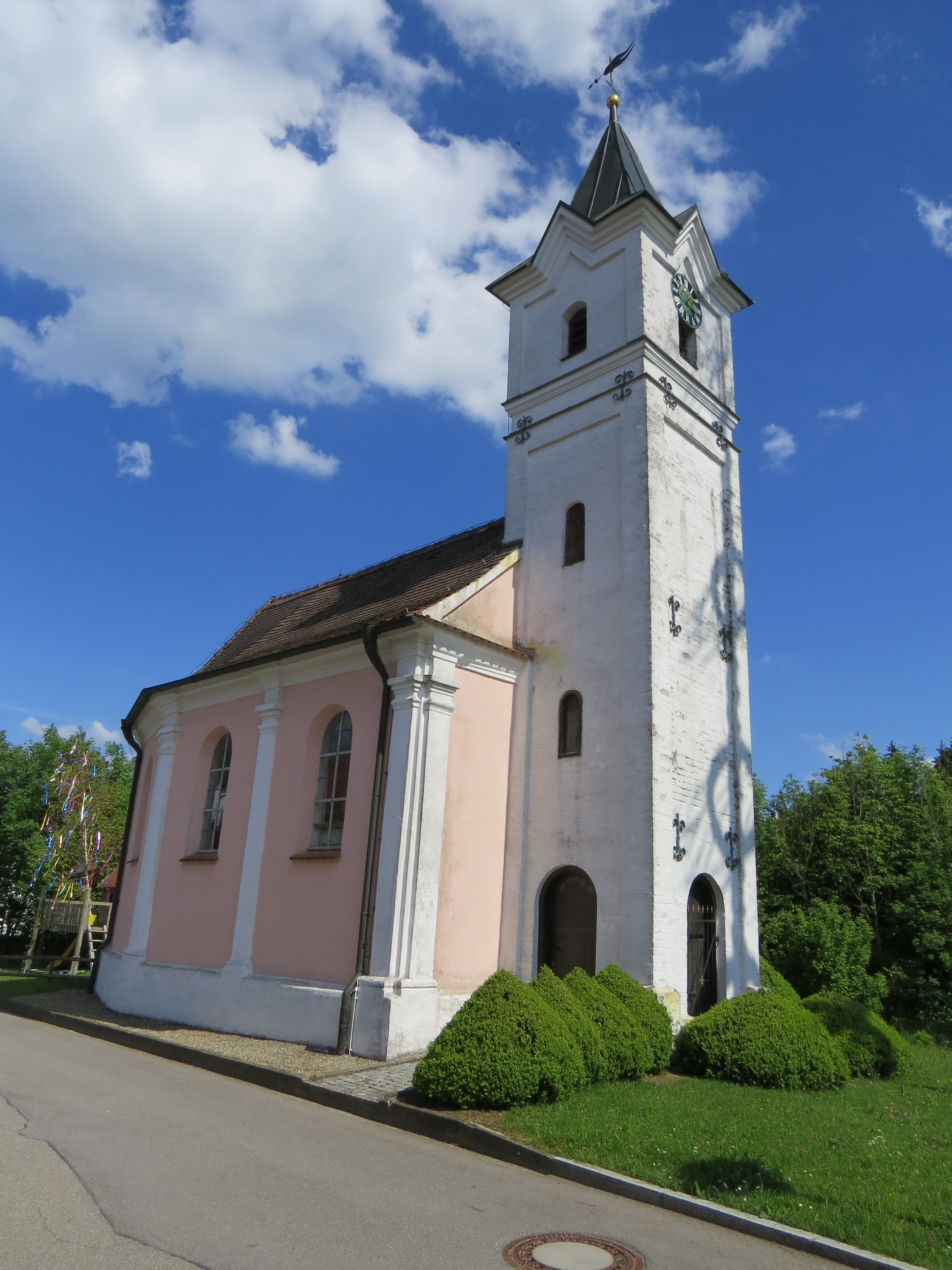
Ortskapelle von Unterschönegg

Unterschönegg ist ein Gemeindeteil der Marktes Babenhausen im Landkreis Unterallgäu und hatte im Januar 2024 91 Einwohner. 

## Lage
Das Kirchdorf liegt ungefähr zweieinhalb Kilometer nordwestlich von Babenhausen auf dem Riedel, zwischen den Tälern von Roth und Günz an der Grenze des Gemeindegebiets zur im Landkreis Neu-Ulm liegenden Gemeinde Oberroth.

## Geschichte
Unterschönegg wurde erstmals im Jahr 1230 erwähnt, als dort eine Burg erbaut wurde. Das Dorf und die Burg ging im 14. Jahrhundert an das Hochstift Augsburg über. Im Zuge der Auseinandersetzung zwischen den Reichsstädten und Kaiser Ludwig dem Bayern wurden Teile des Dorfes niedergebrannt und die Burg zerstört. Ein Burgstall ist heute noch von der Burganlage erkennbar. Das Dorf wurde im Dreißigjährigen Krieg vollständig entvölkert und um 1660 neu besiedelt.
Zu Beginn des 19. Jahrhunderts kam Unterschönegg, wie das gesamte Gebiet zwischen Iller und Lech, zu Bayern. Unterschönegg gehörte zur 1818 durch das bayerische Gemeindeedikt errichteten Gemeinde Oberroth im Landkreis Neu-Ulm.
Am 1. Mai 1978 wurde der Ort in den Markt Babenhausen umgegliedert.

## Boden- und Baudenkmäler
Unterschönegg hat als einziges Baudenkmal die Kapelle St. Petrus von Alcantara. Der pilastergegliederte Saalbau mit westlichem Zeltdachturm wurde in der Mitte des 18. Jahrhunderts erbaut, der Turm entstand nach der Mitte 19. Jahrhundert.	
Von der Burganlage Unterschönegg ist heute noch ein Burgstall erkennbar.	